# 中華民國—蒲隆地關係
中華民國與蒲隆地共和國無正式外交關係，目前也沒有在對方首都互設具大使館功能的代表機構。對蒲隆地的相關事務由駐南非共和國臺北聯絡代表處、駐法國台北代表處、駐歐盟兼駐比利時代表處共同管轄。

## 政治

### 外交

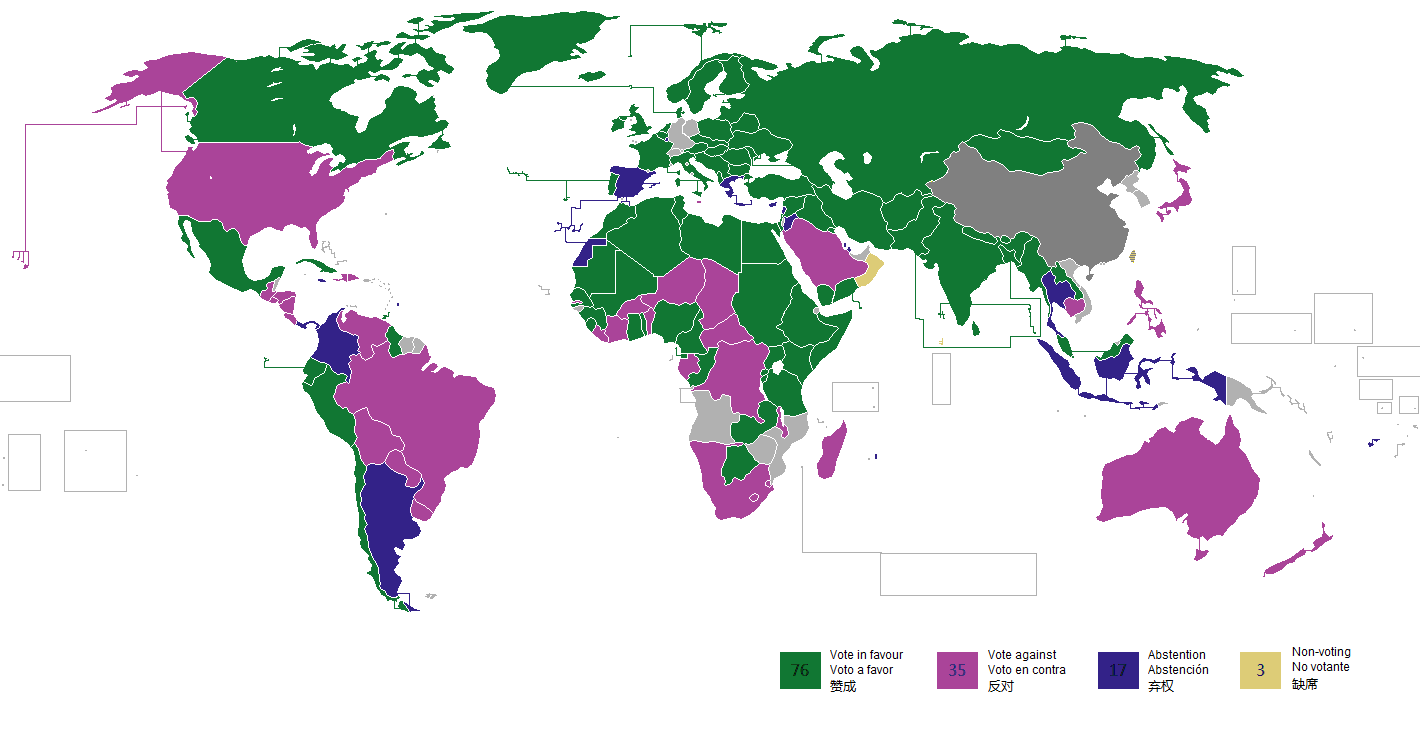
綠色國家表示在1971年的投票中反對中華民國續留聯合國，即《聯合國大會2758號決議》，其中包括蒲隆地。

1963年12月21日，中华人民共和国與蒲隆地建交。1965年1月29日，蒲隆地單方面宣布與中華人民共和國斷交。但蒲隆地亦未與中華民國建交。同年4月，蒲隆地國王烏隆蒂四世访问西班牙，期间中華民國駐西班牙大使周書楷曾与之会谈。

## 經濟

### 貿易
| 年分 | 貿易總額 | 貿易總額 | 貿易總額 | 出口至蒲隆地 | 出口至蒲隆地 | 出口至蒲隆地 | 自蒲隆地進口 | 自蒲隆地進口 | 自蒲隆地進口 | 順逆差  |
| 年分 | 金額     | 年增減   | 排名     | 金額         | 年增減       | 排名         | 金額         | 年增減       | 排名         | 順逆差  |
| ---- | -------- | -------- | -------- | ------------ | ------------ | ------------ | ------------ | ------------ | ------------ | ------- |
| 2017 | 196,399  | ▼8.0%    | 214      | 31,718       | ▼12.7%       | 217          | 164,681      | ▼7.0%        | 181          | 逆差▼   |
| 2018 | 235,975  | ▲20.2%   | 210      | 26,037       | ▼17.9%       | 216          | 209,938      | ▲27.5%       | 182          | 逆差▲   |
| 2019 | 300,021  | ▲27.1%   | 205      | 60,995       | ▲134.3%      | 214          | 239,026      | ▲13.9%       | 179          | 逆差▼   |
| 2020 | 121,394  | ▼59.5%   | 214      | 110,489      | ▲81.1%       | 208          | 10,905       | ▼95.4%       | 206          | 順差 -- |
| 2021 | 155,268  | ▲27.9%   | 212      | 27,023       | ▼75.5%       | 219          | 128,245      | ▲1,076.0%    | 185          | 逆差 -- |
| 2022 | 66,669   | ▼57.1%   | 218      | 63,935       | ▲136.6%      | 213          | 2,734        | ▼97.9%       | 217          | 順差 -- |
| 2023 | 126,388  | ▲89.6%   | 213      | 62,015       | ▼3.0%        | 213          | 64,373       | ▲2,254.5%    | 184          | 逆差 -- |
| 2024 | 78,444   | ▼37.9%   | 220      | 72,094       | ▲16.3%       | 213          | 6,350        | ▼90.1%       | 213          | 順差 -- |

2023年的兩國貿易項目如下：
出口至蒲隆地的項目為：離心分離機、液體或氣體過濾與淨化機具；理化分析用儀器與器具、計量或檢查粘性、多孔性、膨脹性、表面张力與類似性能之儀器與器具，計量或檢查熱量、音量或光之儀器與器具、理化分析用切片機；整形用具、夾護板與其他接骨用具、助聽器與其他配帶用具或植入體內之其他用具；特殊物品，含出口未超過5萬新臺幣之小額報單與其他零星物品；機器、工廠或實驗室設備；供試驗材料之硬度、强度、耐壓度、彈性或其他機械性能之機械與用具；電話機（包括智能手机），以及其他傳輸或接收聲音、圖像之有線或无线网络通訊器具；無線電廣播或电视之傳輸器具、攝影機、数码相机等。
自蒲隆地進口的項目為：咖啡、咖啡荳殼與荳皮、含咖啡成分之代替品；機動車輛所用之零件與附件；特殊物品，含進口未超過5萬新臺幣之小額報單與其他零星物品等。

### 組織
目前在蒲隆地無臺商或臺僑組織。

## 簽證

持中華民國護照的中華民國國民簽證要求分布圖：入境蒲隆地需要簽證。

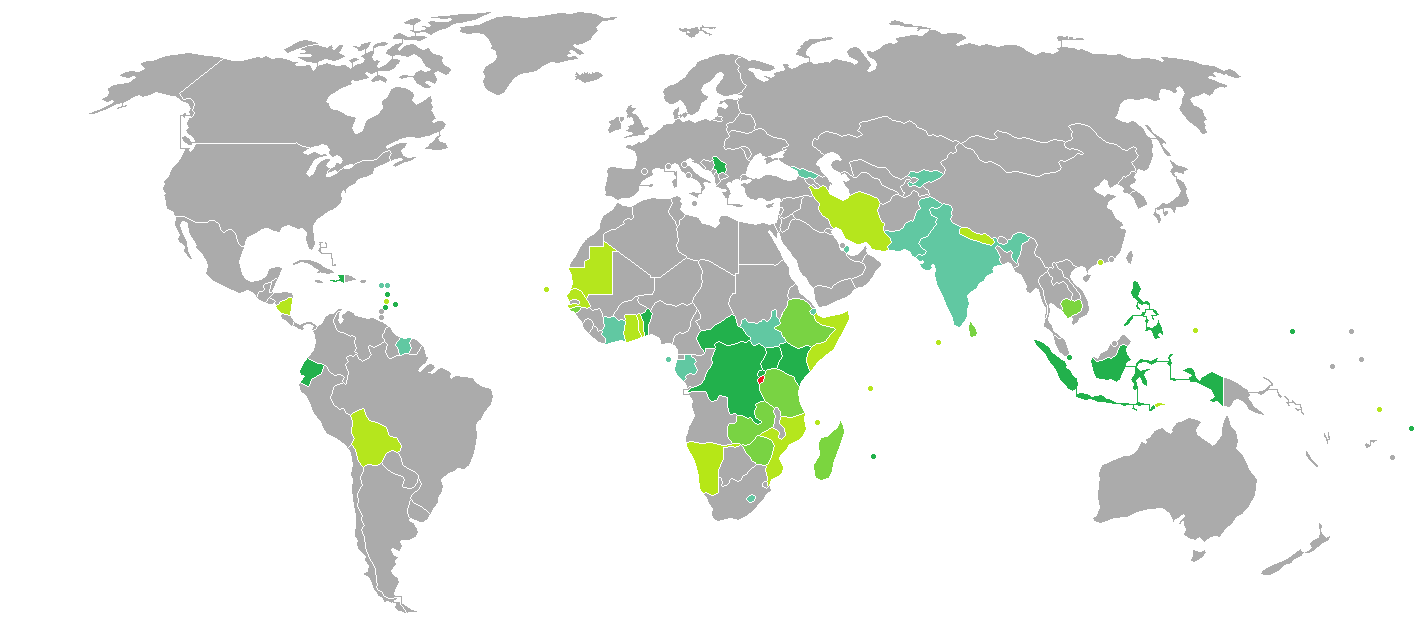
持蒲隆地護照的蒲隆地人口簽證要求分布圖：入境中華民國需要簽證。

兩國國民皆須申請簽證方可入境對方國家。持中華民國護照與黃熱病疫苗接種證明的中華民國國民可委託當地人、關係人或旅行社，向該國航空、邊境暨外事警察局（Police de l′Air, des Frontieres et des Etrangers，PAFE）申請入境許可（Autorisation d′Entree），持許可在抵達該國唯一的布松布拉國際機場時繳交簽證費，停留最多30天，可延長。經蒲隆地轉機，需申請過境簽證。
持蒲隆地護照的蒲隆地國民抵台參加由中央政府機關主辦、協辦或贊助之國際會議、運動賽事、商展或其他活動，可以電子簽證入境中華民國，停留最多30天並不得延期。

## 交通

### 航空
資料截至2023年6月26日

#### 客運
兩國無直航班機，亦無中華民國→直航第三地→蒲隆地，需多次轉機前往。
例如：
- 臺北→杜拜→奈洛比→布松布拉。

### 駕車
持有中華民國國際駕駛執照或申請蒲隆地駕駛執照，並投保車險，可在蒲隆地駕車。

## 外部連結
- 中華民國外交部－蒲隆地共和國簡介 （页面存档备份，存于）
- 駐南非共和國台北聯絡代表處
- 駐法國台北代表處
- 駐歐盟兼駐比利時代表處
- 外交部領事事務局－國外旅遊警示分級表
- 中華民國衛生福利部－國際旅遊疫情建議等級
- 中華民國國際經濟合作協會 （页面存档备份，存于）